# Ron Rivera
Ronald Eugene Rivera (* 7. Januar 1962 in Fort Ord, Kalifornien) ist ein US-amerikanischer American-Football-Trainer und ehemaliger Spieler.
Als Sohn eines Militärs wurde Rivera zeitweise nach Deutschland, Panama, Washington, D.C. und Maryland versetzt und dort ausgebildet. Er absolvierte die Seaside High School und kam dort erstmals mit American Football in Berührung.

## Karriere

### Spieler
Rivera begann seine Karriere im Team der California Golden Bears der Universität von Kalifornien in Berkeley nahe der Stadt San Francisco. Er spielte auf der Position des Linebackers und brach zahlreiche Rekorde seiner Mannschaft. 1983 stellte der Amerikaner einen neuen Rekord auf bezüglich der meisten Tackles for loss in einer Saison, welcher bis heute standhält.
In den NFL Drafts 1984 wurde Rivera in der zweiten Runde von den Chicago Bears ausgewählt. 1985 spielte er den Super Bowl XX, in welchem die Bears die New England Patriots mit 46:10 bezwangen. Rivera ist der erste Puerto Ricaner und mexikanischstämmiger Amerikaner, der jemals in einem Super-Bowl-Team spielte. Für die Chicago Bears spielte Rivera insgesamt neun Saisons und beendete seine Spielerkarriere im Sommer 1992.

### Trainer
1993 begann Rivera mit seiner Arbeit für den SportsChannel Chicago als TV-Analyst für die Übertragungen der Chicago Bears und dem College American-Football.

#### Philadelphia Eagles
Im Jahr 1999 wurde Rivera als der Trainer der Linebacker bei den Philadelphia Eagles engagiert. Während seiner Zeit bei den Eagles konnten die Eagles drei Jahre in Folge in die NFC Championships vordringen. Ebenfalls entwickelte er den Linebacker Jeremiah Trotter zu einem zweifachen Pro Bowl-Teilnehmer.

#### Chicago Bears
Am 23. Januar 2004 kündigten die Verantwortlichen der Bears Rivera als Defensive Coordinator an. Ein Jahr später wurde die Defensive der Bears zur zweitbesten der NFL ernannt. In der zweiten Runde der NFC Playoffs schieden die Bears gegen die Carolina Panthers mit 29:21 aus. Seine Arbeit blieb von vielen Vereinen der NFL nicht unbemerkt und Rivera hatte Anfragen von verschiedenen Teams. Jedoch gelang es dem mexikanischstämmigen Amerikaner nicht, einen Head Coach Posten zu besetzen und blieb bei den Bears. Am 19. Februar 2007 gab der Club aus der NFC bekannt, dass Riveras Vertrag nicht verlängert wird.

#### San Diego Chargers
Nach seinem Engagement bei den Bears wechselte Ron Rivera zu den San Diego Chargers als Inside-Linebackers-Coach. Nachdem der Defensive Coordinator Ted Cottrell von den Chargers freigestellt wurde, ernannten man Rivera zum neuen Defensive Coordinator.

#### Carolina Panthers
Am 11. Januar 2011 wurde Ron Rivera der vierte Head Coach der Carolina Panthers. Er ist der fünfte Latino, welcher ein NFL Team als Head Coach führen kann.
Die erste Saison unter Ron Rivera schlossen die Panthers zwar mit einer negativen Bilanz ab (6-10), dies war jedoch eine deutliche Verbesserung zur Vorsaison, die die Panthers als schlechtestes Team der gesamten NFL abschlossen. Vor allem in der Offensive traten sie stark verbessert auf, die Defensive war allerdings noch eine der schlechtesten der Liga. In der nächsten Saison verloren die Panthers unter Rivera zwar 8 der ersten 10 Spiele, konnten die Saison aber dennoch mit einer 7-9 Bilanz abschließen.

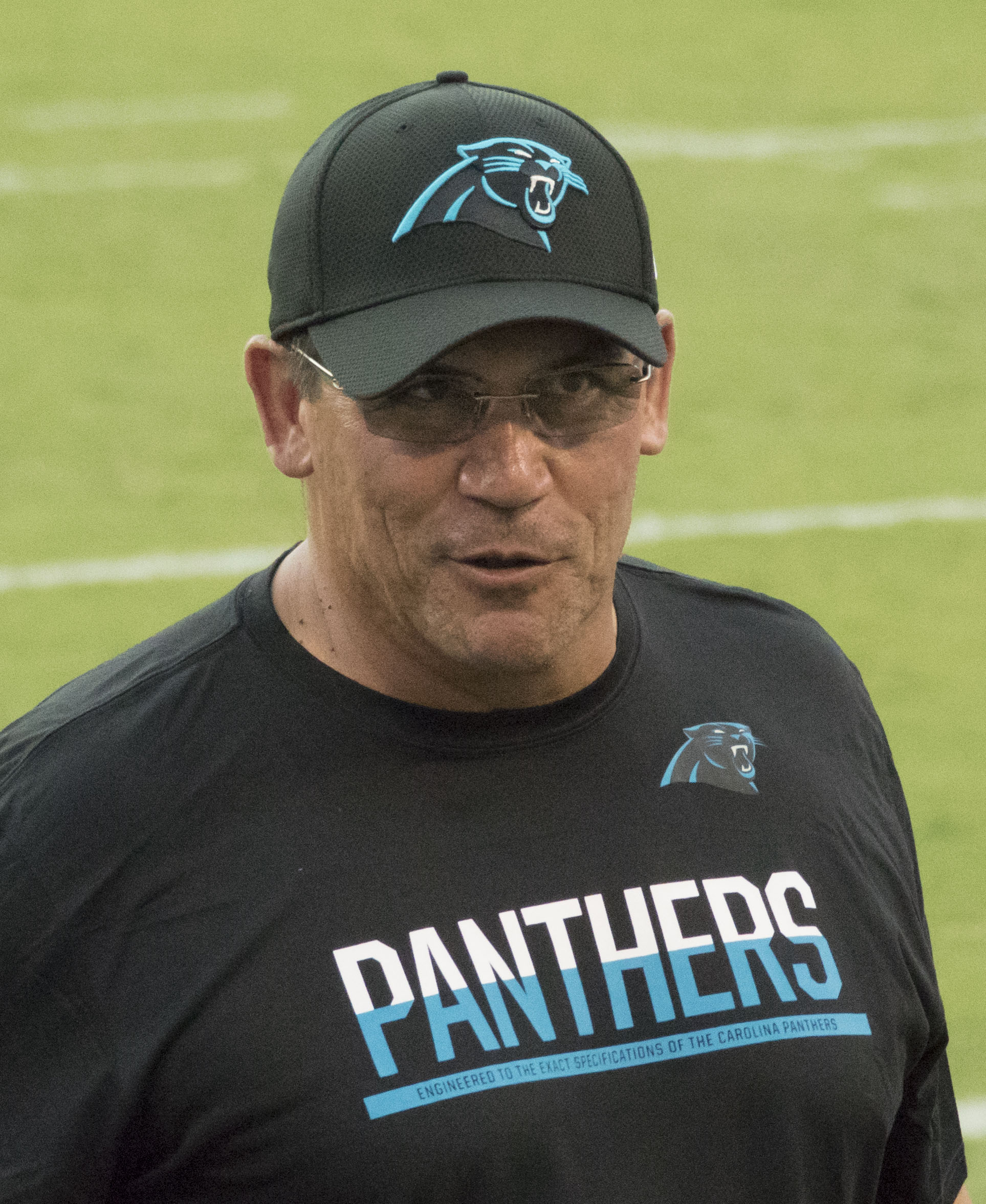
Ron Rivera (2016)

In der folgenden Saison wurden die Panthers mit einer 12-4 Bilanz Sieger ihrer Division, scheiterten aber in der Divisional Round der Playoffs an den San Francisco 49ers. In der NFL-Saison 2014 sicherten sich die Panthers erneut den NFC-South-Titel, obwohl sie mit 7-8-1 eine negative Bilanz aufwiesen. Nach einem Sieg über die Arizona Cardinals scheiterten die Panthers aber erneut in der Divisional Round, diesmal an den Seattle Seahawks.
In der NFL-Saison 2015 gelang den Panthers unter Rivera eine Bilanz von 15-1, die einen neuen Rekord in ihrer Teamgeschichte darstellt, und mit der sich die Panthers den ersten Platz in der Setzliste für die Playoffs sichern konnten. Mit Siegen über die Seattle Seahawks und die Arizona Cardinals gewann Rivera ein zweites Mal den NFC-Titel (das erste Mal als Head Coach) und zog mit den Panthers in Super Bowl 50 ein. Dort unterlagen die als Favorit gehandelten Panthers den Denver Broncos jedoch relativ deutlich mit 10:24.
In der darauf folgenden Saison konnten die Panthers nicht an den Erfolg anknüpfen, sie beendeten die Saison als letzte der NFC South. Im Jahr danach konnten die Playoffs nochmal erreicht werden, jedoch scheiterten die Panthers direkt in der Wildcard-Runde an den New Orleans Saints. Nachdem die Panthers mit 5 Siegen und 7 Niederlagen in die Saison 2019 gestartet waren, wurde Rivera am 3. Dezember 2019 entlassen.

#### Washington Football Team
Am 30. Dezember 2019 gaben die Washington Redskins, die ihren Namen 2020 zu Washington Football Team und 2022 zu Washington Commanders änderten, Rivera als neuen Head Coach bekannt. Nach der Saison 2023 mit einer Bilanz von 4-13 wurde Rivera entlassen.

## Privatleben

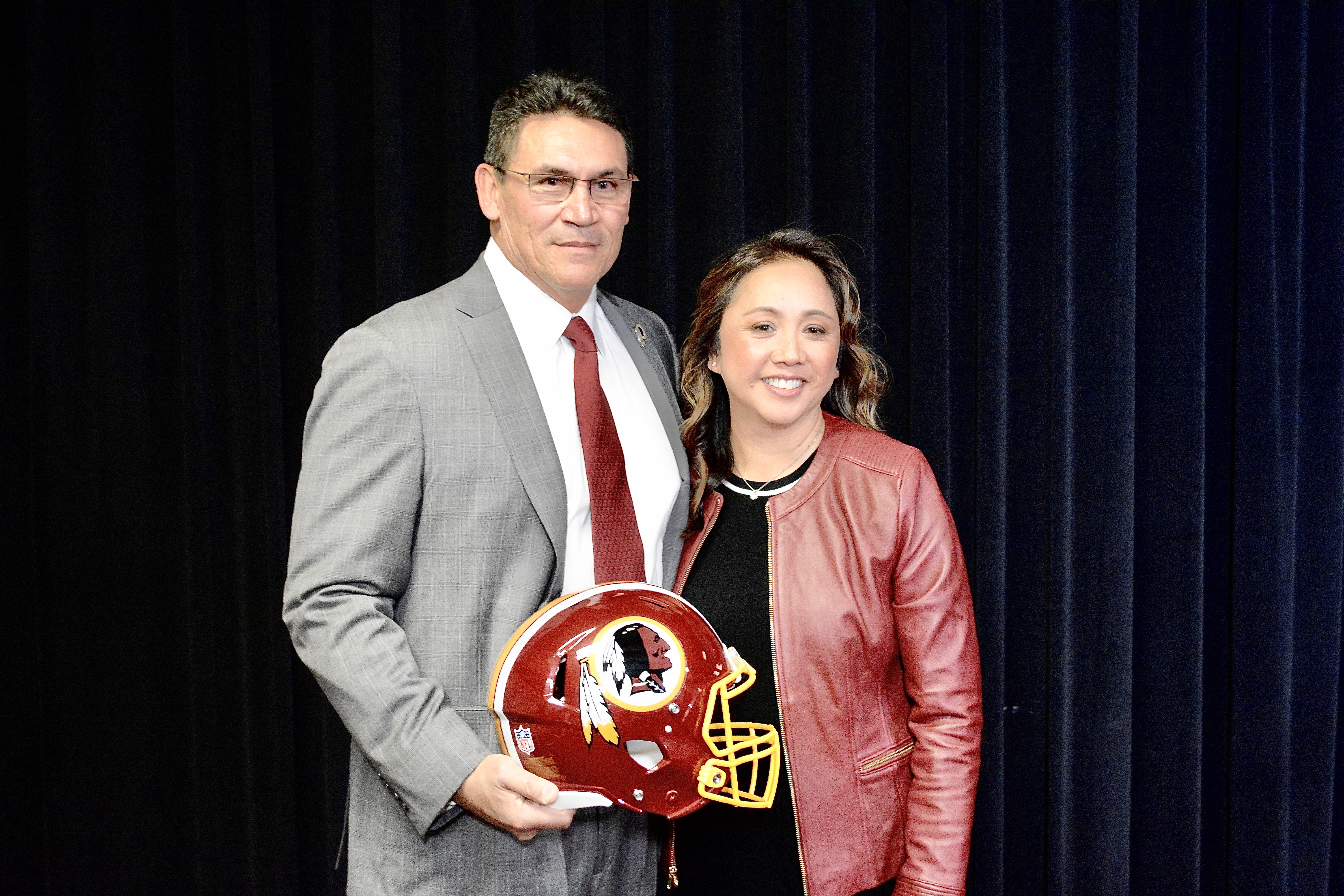
Ron und Stephanie Rivera (2020)

Ron Rivera ist verheiratet und hat zwei Kinder. Seine Frau Stephanie ist eine ehemalige Assistenztrainerin bei den Washington Mystics. Im Januar 2015 fing das Haus der Familie Rivera Feuer. Alle Familienmitglieder konnten das Haus ohne Verletzungen verlassen. Ron Riveras Bruder Michael, genannt Mickey, starb am 28. Juli 2015 nach einem zweijährigen Kampf an Krebs.
Im August 2020 wurde bei Rivera Hautkrebs diagnostiziert.